# André Bossi
André Bossi est un ingénieur en pyrotechnie qui fut conseiller étranger au Japon durant l'ère Meiji.
Arrivé au Japon en juin 1875, il y meurt en 1876 ou 1878 selon les sources. Il est employé comme ingénieur des mines à la mine d'argent d'Ikuno comme ses compatriotes Jean Francisque Coignet et François Alain. 
Il est marié à une Italienne nommé Caterina Peverelli originaire de Moltrasio. Après la mort de son mari, elle adopte le nom italien « Bassi ». Elle meurt à Nagasaki le 15 octobre 1899 à 55 ans et est enterré au cimetière de Sakamoto mais sa tombe est détruite par le bombardement atomique de Nagasaki.